# Ferrante II. Gonzaga

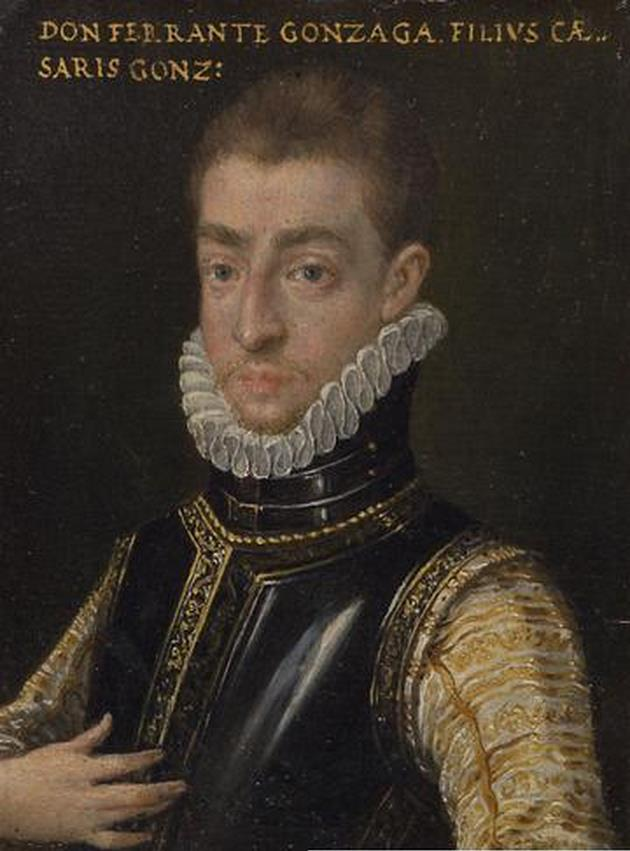
Ferrante II. Gonzaga

Ferrante II. Gonzaga (* 1563; † 5. August 1630 in Guastalla) war Graf und seit 1621 Herzog von Guastalla. Er diente auch den spanischen und österreichischen Habsburgern. Er war einer der Prätendenten auf das Herzogtum Mantua während des Mantuarischen Erbfolgekrieges.

## Leben
Er war der Sohn des Cesare I. Gonzaga, Graf von Guastalla und Herzog von Amalfi. Er trat mit sechzehn Jahren selbst die Regierung an. Neben den Lehen in Reichsitalien gehörten dazu Besitzungen der Familie auch in Süditalien. Nicht zuletzt aus finanziellen Gründen nahm er Positionen am kaiserlichen Hof in Wien an.
Ferrante II. war seit 1585 mit Vittoria Doria (1569–1618), einer Tochter von Giovanni Andrea Doria, verheiratet, mit der er drei Kinder hatte:
- Cesare II. Gonzaga (1592–1632), Herzog von Guastalla ⚭ Isabella Orsini
- Vincenzo Gonzaga (1602–1694), Vizekönig von Sizilien seit 1677
- Andrea Gonzaga († 1686), Graf von San Paolo

Die Heirat baute die Beziehungen zwischen den beiden Familien weiter aus. Ein Jahr nach der Heirat war er Mitglied des Gefolges von Maria von Spanien, der Witwe von Kaiser Maximilian II., als diese nach Spanien zurückging.
Er unternahm zahlreiche Reisen zu den süditalienischen Lehen seiner Linie und demonstrierte so, dass er diese als Teil seiner Herrschaft betrachtete. Er war 1598 in Ferrara anwesend, als Papst Clemens VIII. die Ehe von Philipp III. von Spanien mit Margarethe von Österreich schloss. Danach gehörte er zum Hofstaat der nunmehrigen Königin. Er begleitete sie auf der Reise nach Spanien. Dort wurde er in den Orden vom Goldenen Vlies aufgenommen. Im Jahr 1605 beauftragte ihn der König die Ordensinsignien auch den Herzögen von Modena und Mirandola zu überbringen. In seinem Herrschaftsgebiet trug er zur Verschönerung des Erscheinungsbildes von Guastalla bei. Seit 1624 war er kaiserlicher Generalkommissar beziehungsweise Plenitotentiar für Reichsitalien.
Am 2. Juli 1621 wurde seine Grafschaft Guastalla vom Kaiser zum Herzogtum erhoben. Ferrante erhob nach dem Tod des Herzogs von Mantua Francesco IV. Gonzaga, wie Carlo I. Gonzaga, Anspruch auf das Erbe. Während sein Konkurrent während des Mantuarischen Erbfolgekrieges von Frankreich unterstützt wurde, erhielt Ferrante II. Unterstützung von Spanien und von Kaiser Ferdinand II. Er konnte sein Ziel nicht erreichen und nach seinem Tod wurde im Frieden von Cherasco vereinbart, dass sein Erbe als Ersatz Reggiolo und Luzzara erhalten sollte.
Ferrante II. starb an der Pest, die 1630 in Norditalien ihren Höhepunkt erreichte.